# Tyburycy Złotnicki
Tyburycy Złotnicki herbu Nowina – chorąży kaliski w latach 1628–1642, poseł sejmiku średzkiego na sejm ekstraordynaryjny 1635 roku.